# Puente de Castrelos
El puente de Castrelos es un pequeño puente medieval que se encuentra en la parroquia de Castrelos, en la ciudad de Vigo. Servía de paso para cruzar el río Lagares en el Valle del Fragoso. Se conoce también como puente de Balaídos, puente del Lagares o puente de Pereiró.

## Localización
Se encuentra situado en la travesía de la Puente Romana, entre las calles de Balaídos, la Avenida de Castrelos y la Avenida del Alcalde Portanet, en Castrelos. En una zona baja del Valle del Fragoso conocida con el nombre de Balaídos, muy cerca del estadio del mismo nombre y del parque de Castrelos.

## Características
Está construido en fábrica de cantería de piedra de granito y rematada en mampostería de la misma piedra. Tiene una longitud de unos 21,50 metros, aunque se sabe que poseía hasta 60 metros de calzada conservada hasta mediados del siglo XX. Mide 3,5 metros de largo y 4 de altura máxima. Consta de un único arco de medio punto o de vuelta perfecta de 5,5 metros de longitud máxima. El tablero sube en el medio, presentando una forma algo apuntada en la parte central. Tiene dos pares de tallamares a ambos lados, de forma triangular y muy bien conservados. Consta además con dos vanos a modo de aliviaderos en uno de los lados para evitar el derrumbamiento del puente durante las riadas; se sabe que existieron dos vanos adicionales. Es posible que contase antiguamente con más arcos, ya que la zona llana, sufre de inundaciones habituales incluso hoy en día. También se pueden observar a día de hoy en los inicios del puente varios pilares de forma cónica-truncada, de un metro de alto y que por documentos de períodos anteriores se sabe que poseía más. Algunas de estas piedras se encuentran en el Museo Quiñones de León, en el Parque de Castrelos.

## Historia

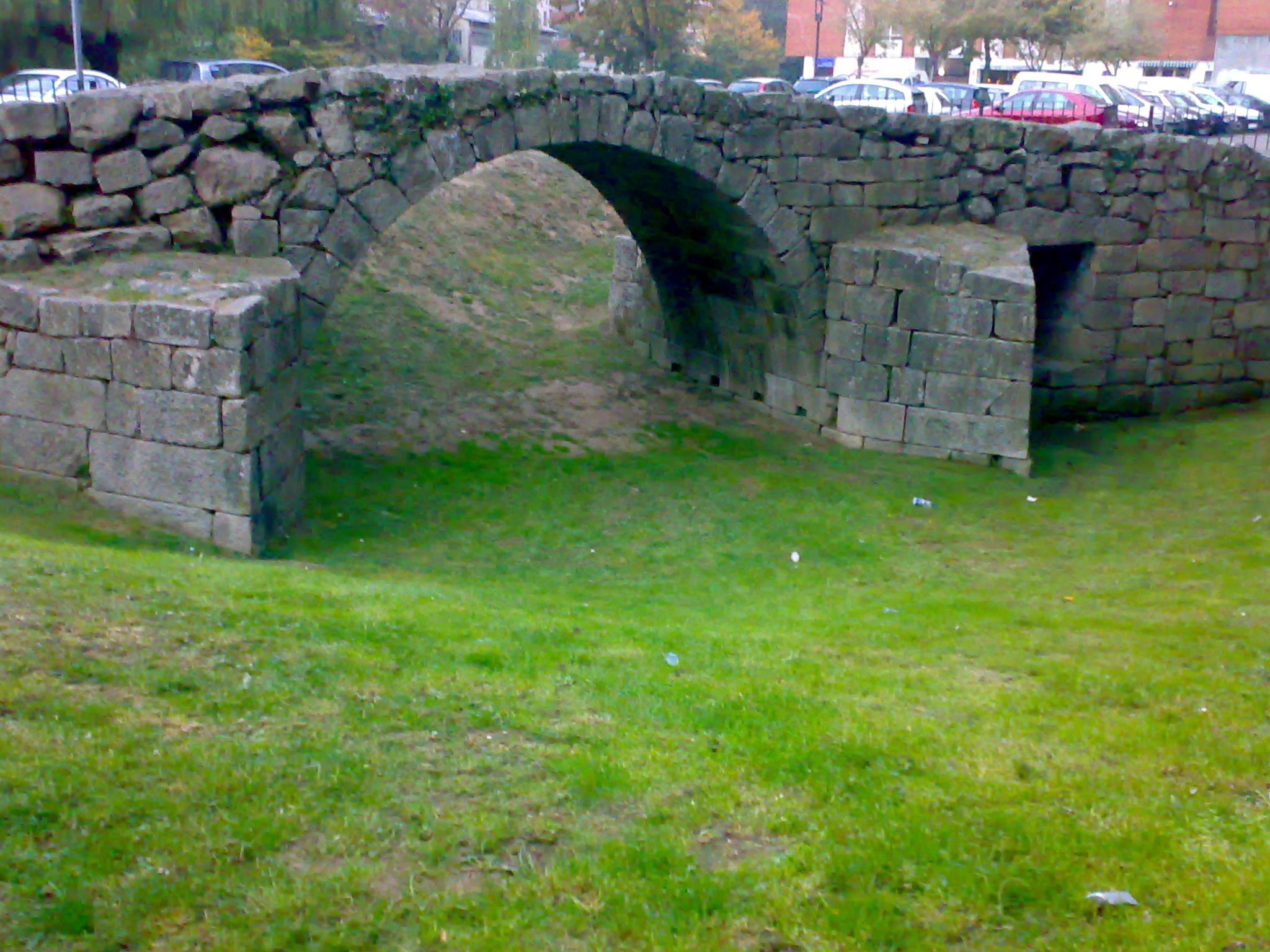
El Puente de Castrelos se encuentra situado en la parroquia del mismo nombre.

Es uno de los dos puentes antiguos aún en pie que atraviesan el río Lagares, el otro se localiza en Sárdoma, que daba acceso al Pazo de la Caracola, y que aún hoy en día tiene uso peatonal.
Sus orígenes son inciertos, aunque es posible que tenga un origen romano, ya que esta zona fue muy romanizada, con numerosas fábricas de salazón, salinas, villas y una gran actividad comercial alrededor de la población castreña-romana conocida como Vicus. Además, algunos historiadores identificaron diversas inscripciones en algunos perpiaños.
Sin embargo la conformación que se aprecia en la actualidad viene claramente de la Edad Media, cuando el puente sufriría muchas modificaciones.
En los años setenta del pasado siglo el río se canalizó debido al avance de la ciudad y a la urbanización de Balaídos, por lo que el cauce dejó de pasar por debajo del puente. Actualmente el río pasa a unos 10 metros al norte.
En 1987, luego de que el puente estuviese desprotegido y muy deteriorado, el ayuntamiento de Vigo en colaboración con el Departamento de Arqueología del Museo Quiñones de León, hizo una limpieza y excavación de la zona, donde se rescataron varias piezas pétreas que fueron llevadas al museo.
Después de su restauración y protección con un vallado, fue declarada Bien de Interés Cultural con categoría de monumento histórico-artístico por resolución del 11 de febrero de 1991.